# 31671 Masatoshi
31671 Masatoshi este un asteroid din centura principală de asteroizi.

## Descriere
31671 Masatoshi este un asteroid din centura principală de asteroizi. A fost descoperit pe 13 mai 1999 la Kuma Kogen de Akimasa Nakamura. Asteroidul prezintă o orbită caracterizată de o semiaxă mare de 3,00 ua, o excentricitate de 0,20 și o înclinație de 2,1° în raport cu ecliptica.